# Ketapang (Kota Kendal)
Ketapang is een bestuurslaag in het regentschap Kendal van de provincie Midden-Java, Indonesië. Ketapang telt 3905 inwoners (volkstelling 2010).